# Josefa Leopoldine Brandis
Maria Josefa Brandis (Graz, 1815. november 27. – Graz, 1900. január 11.) Brandis birodalmi gróf és feleségének, Josefának volt a leánya, egyike a welsersheimbi grófnőknek.

## Származása
1822-ben a család áttelepült Bécsbe, mivel Brandis grófot a császár kinevezte a birodalmi tanácsba. Időközben született még két fiú testvére. Bécsben származásának megfelelően a legjobb képzésben részesült.

## Hivatása
1831-ben a család elköltözött Marburg várába, amely még 1737-ben került a Brandis családhoz. Itt töltötte el szép és gondoktól mentes ifjú korát Maria Josefa. Nemes és előkelő kérők jöttek hozzá, hogy kegyeiért versengjenek, ám ő már akkoriban érezte, hogy Jézus őt egy másik útra hívja: nagy örömet jelentett számára, ha szegényeknek segíthetett vagy betegek mellé állhatott. Derűsen élte önmegtartóztató életét, amelyet maga szabott meg önmagának.
Marburg akkoriban még a seckau-i egyházmegyéhez tartozott, melynek élén az alázatos Roman Sebastian Zängerle fejedelmi püspök állt, aki a családnak megbízható barátja volt. Így lett ő a fiatal grófnő lelki gondozója. Neki tárta fel azon kívánságát, hogy teljes egészében Istennek és a szegényeknek szentelné életét. A szülőknek a szándék nyilvánosságra hozatala megrendülést okozott - a püspök bátorította a leány nagylelkűségét. 1833-ban a püspök egyértelmű választ adott az anyának: “Amennyiben az Isten egy gyermeket közelebbi szolgálatra magához hív, úgy biztosan tudom, hogy ezt Ön nem tudja megakadályozni, hiszen mi valamennyien Istené vagyunk.”

## Az Irgalmas Nővéreknél
1837-ben Münchenbe küldte a steiermarki püspök Maria Josefát másik öt leánnyal együtt – az Irgalmas Nővérekhez novíciusnak azzal a szándékkal, hogy majd irgalmas nővérként visszatérve a grazi civilkórház (akkoriban a Pál-kapunál volt) betegeinek ápolását átvegyék. Brandis grófnő 1838-ban beöltözött irgalmas nővérnek. 1839-ben további négy nővér követte őket Steiermarkból Münchenbe. Időközben a püspök elé nagy akadályt gördítettek Grazban és az egész terv megingott; végül mégis sikerült az alapítás Grazban, de nagyon kemény feltételekkel: a nővérek szálláshelyét magánadományokból kellett létrehozni és a betegek körüli szolgálatot térítésmentesen kellett ellátniuk a nővéreknek. Csak miután ezt elfogadták, érkezett meg a császári engedély. Münchenből 1841-ben jöttek vissza a nővérek Grazba, egy tapasztalt irgalmas nővér vezetésével, és április 24-én, Szent Vince születésnapján adták nekik át ünnepélyesen a civilkórházat.  Nagy nehézségeket kellett a nővéreknek legyőzniük az első években, és ehhez jöttek még a kemény rágalmazások ... Brandis anya, aki időközben főnöknő lett, hamarosan észrevette, hogy a müncheni közösség nem származtatható le az eredeti Szent Vince alapítástól! Kereste és hosszú fáradság után találta meg a közösség eredetét Párizsban, az osztrák tartomány 1850-ben csatlakozott Párizshoz. Így került a grazi alapítású csoport a világszerte elterjedt Irgalmas Nővérek közösségéhez. 1848-ban elhunyt a közösség atyai jóbarátja és pártfogója, Zängerle püspök. Időközben sok fiatal leány jelentkezett a grazi közösségbe és számos új telephelyet hoztak létre, több örökös tartományban is. 1851-ben vált teljessé az egyesítés az irgalmas nővérekkel.
Josefa Leopoldine Brandis irgalmas nővér haláláig volt a grazi tartomány vizitátora. A nővérek száma ebben az időben 2700-ra emelkedett és a nővérek kórházakat, iskolákat és javítóintézeteket vettek át, ahol óriási hittel szolgáltak, ma már elképzelhetetlenül nehéz körülmények közepette, összesen 210 telephellyel.
2000-ben emlékeztek meg a grazi tartományban erről a nem mindennapi és hitében nagyon erős asszonyról. Az ünnepségre eljöttek a párizsi főanyák, a müncheni, tiroli, bécsi, szlovák, magyar és szlovén nővérek. A grazi nővérek új otthonát az ő nevére keresztelték el.